# Психологија здравља на раду
Психологија здравља на раду (акроним ОХП од енгл. речи Occupational health psychology) је релативно нова научна дисциплина настала спајањем здравствене психологије, индустријске и организационе психологије и здравља на раду, и директно је заинтересован за физичке и менталне здравствене последице ових карактеристика. У свом раду она се бави идентификовањем психосоцијалних карактеристика радних места која стварају здравствене проблеме код људи који раде. Ови проблеми могу да укључују физичко здравље (нпр кардиоваскуларне болести) или ментално здравље (нпр депресију). Примери психосоцијалних карактеристика радних места које је ОХП истражује укључује обим рада, географску ширину, одлуке коју радник може да има и подршку супервизора. ОХП се такође бави развојем и спровођењем интервенција које могу спречити или побољшати здравствене проблеме повезане са послом. Поред тога, истраживање ОХП има важне импликације на економски успех организација. Остала истраживачка подручја која забрињавају ОХП укључујући нељубазност и насиље на радном месту, преношења штетних искустава са радног места на живот код куће и обрнуто, незапосленост и смањење броја запослених, као и безбедност на раду и спречавање незгода.
Истраживаче и практичаре ОХП занимају варијације психолошких карактеристика које су одлучујуће за радно место, а које су повезане са проблемима физичког и менталног здравља . Примери таквих карактеристика које истраживање ОХП повезује са здравственим исходима укључују могућности доношења одлука и психолошки стрес, равнотежу између напора запосленог и његове или њене накнаде (као што су плата, признање, статус, изгледи за напредовање итд.) , који је добијен за његов или њен рад и у којој мери их супервизори (менаџмент)   и колеге подржавају.
Проблеми физичког здравља које ОХП испитује крећу се од повреда изазваним несрећама на раду до срчаних обољења. Проблеми менталног здравља укључују психолошки стрес, сагоревање на раду и депресију. Истраживаче и практичаре ОХП занима и однос психолошких услова рада са здравственим понашањем (нпр пушење и злоупотреба алкохола). Друга тема истраживања ОХП је проблем преношења штетних искустава са радног места на живот код куће.  Осим тога, психолози ОХП документују штетне ефекте погоршања економских услова и идентификују начине за ублажавање овог утицаја. Смернице за истраживање
Међу главне теме и методе истраживања ОХП спадају статистичко истраживање, квази -експериментално истраживање, квалитативне методе, извештавање о скали напора - накнада, здравствени исходи у случају губитка посла, дефинисање појма стреса на радном месту, однос рада услови и стрес, стрес и економска несигурност и други.

## Историја[уреди | уреди извор]
Психологија здравља на раду повезана је са многим психолошким дисциплинама, посебно психологијом рада и организације. Корени ове интердисциплинарне науке могу се пратити од средине 19. века, када је Фридрих Енгелс описао различите узроке здравствених проблема радника и повезао их са еколошким и друштвеним факторима.
У Великој Британији, Одбор за истраживање индустријског умора спровео је истраживање о вези између умора и ефикасности радног места у смислу броја сати и пауза током Првог светског рата.
Елтон Маио је радио у Америци, спроводећи истраживања о различитим условима рада - распоредима, чистоћа, осветљење итд. Открио је да радници најбоље раде када добију позитиван подстицај, из чега је уследио покрет за људске односе у организацијама. Такође се залагао за увођење саветовања запослених како би се смањио стрес на послу.
Први који је предложио концепт превентивног управљања, а који се односио на ментално здравље у индустрији, био је Хенри Елкинд . Тиме је пренео психијатрију и ментално здравље на поља рада, пословних односа и организације у целини.  
Интересовање за психолошки поглед на рад широко се проширило 1970 -их . Америчко министарство рада удружило се са Националним институтом за безбедност и здравље на раду (НИОСХ) ради заједничког рада на спровођењу истраживања. Универзитет у Мичигену о условима рада спровело је прво истраживање које даје званичне податке о организацији рада у вези са сигурношћу, здрављем и добробити радника.  
Термин психологија здравља на раду појавио се први пут 1985. године, када је Евери истакао улогу психологије у промоцији здравља радника. Описао га је као специјализацију унутар здравствене психологије у контексту рада.
Године 1990. Америчко психолошко удружење(АПА) и Национални институт за здравље и безбедност на раду (НИОСХ) заједнички су организовали прву међународну конференцију о раду, стресу и здрављу у Вашингтону. 1996. године основан је Journal of Occupational Health Psychology, а 3 године касније, 1999. године, основана је Европска академија психологије медицине рада (ЕА-ОХП).
У студији, Линк, Доренуенд и Скодол открили су да у поређењу са депресивним и уравнотеженим субјектима, схизофрени пацијенти имају већу вероватноћу да ће имати посао пре прве епизоде поремећаја која их је изложила „бучним“ карактеристикама перформанси (бука, влага, топлота, хладно, итд.) Ови послови су можда имали виши друштвени статус од других бирократских (канцеларијских) послова, што указује на то да друштвено-економски "пад" погођених појединаца можда није нужно доступан. Једно објашњење сугерише да су стресори повезани с радом можда помогли почетку прве епизоде код иницијално рањивих појединаца.
На основу студије коју су спровели Робинс и Региер, Етан, Eнтони, Мендел и Гарисон (1990) открили су да су чланови три радне групе - адвокати, секретари и наставници са посебним образовањем (али нема друге врсте наставника) - показали повишене нивое ЛТО -а. -ИИИ велики депресивни поремећај.

## Грубост на радном месту[уреди | уреди извор]
Грубост на радном месту (на енглеском : воркплаце инцивилити ) дефинише се као „девијантно понашање ниског интензитета неодређене намере да повреди другу страну или предмет овог понашања ... Неживотно понашање окарактерисано као грубо или непристојно које показује недостатак поштовања према другима „  Окрутност се разликује од насиља. Примери грубости на радном месту укључују увредљиве коментаре, омаловажавање рада објекта овог понашања, ширење лажних гласина, друштвену изолацију итд. У студији на више од 1.000 запослених државних службеника у Сједињеним Државама, Цортина, Маглеи, Виллиамс и Лангоут (2001) открили су да је више од 70% испитаника у протеклих пет година доживело непристојност на радном месту. У поређењу са мушкарцима, жене су чешће изложене таквом безобразлуку или непристојном поступању, што може бити повезано са већим психолошким стресом и смањеним задовољством и задовољством послом. Смањење храпавости на радном месту је област активног развоја у истраживању ЗПРМ -а.

## Истраживачке методе[уреди | уреди извор]
Главни чланак: Списак психолошких метода истраживања
Главна сврха истраживања ОХП -а је разумјети како услови рада утичу на здравље радника,  користити то знање за осмишљавање интервенција за заштиту и побољшање здравља радника, те процијенити ефикасност таквих интервенција. Методе истраживања које се користе у ОХП сличне су онима које се користе у другим гранама психологије.

### Стандардни дизајн истраживања
Методологија истраживања о самоизвештавању је приступ који се највише користи у истраживању ОХП-а. Обично се користе попречни пресеци; дизајни за контролу предмета су се користили много ређе. Уздужни дизајни, укључујући проспективне кохортне студије и студије узорковања искуства, могу испитати односе током времена. Истраживања везана за ОХП посвећена евалуацији интервенција на радном месту које промовишу здравље ослањала су се на квази-експерименталне дизајне  и, ређе, на експерименталне приступе.

### Квантитативне методе
Статистичке методе које се обично користе у другим областима психологије такође се користе у истраживањима везаним за ОХП. Статистичке методе које се користе укључују моделирање структурних једначина и хијерархијско линеарно моделирање (ХЛМ; познато и као вишеразинско моделирање). ХЛМ се може боље прилагодити сличностима међу запосленима, а посебно је погодан за процену заосталог утицаја стресних фактора на здравље и на здравствене исходе; у овом контексту истраживања ХЛМ може помоћи у минимизирању цензуре и добро је прилагођен студијама узорковања искуства. Мета-анализе су коришћене за обједињавање података (савремени приступи мета-анализама ослањају се на ХЛМ) и доношење закључака у више студија.

### Квалитативне методе истраживања
Квалитативне методе истраживања које се користе у истраживању ОХП-а укључују интервјуе, фокусне групе, и само-пријављене, писане описе стресних инцидената на послу. Коришћено је и посматрање радника на послу из прве руке, као и посматрање учесника.

## Часописи и организације
ОХП има своје часописе и професионалне организације.
Два важна ОХП часописа су
- Часопис за психологију здравља на раду
- Посао и стрес.

Три важне организације уско повезане са ОХП су
- Научни одбор Међународне комисије за здравље на раду за организацију рада и психосоцијалне факторе (ИЦОХ-ВОПС),
- Друштво за психологију здравља на раду
- Европска академија за психологију здравља на раду.